# Evangeliarium Spalatense
Das Evangeliarium Spalatense ist eine lateinische Evangelienhandschrift wahrscheinlich aus der zweiten Hälfte des 8. Jahrhunderts. Der Entstehungsort ist unbekannt.
Sie enthält auf 309 Pergamentblättern im Format 32 × 24,2 cm den Text der vier Evangelien des Neuen Testaments in der Vulgatafassung. Die letzten zwölf Blätter fehlen. Der Text ist in Halbunzialen zweispaltig in 21 Zeilen geschrieben, Initialen in Majuskeln.
Der Entstehungsort wird in Italien oder Dalmatien vermutet.
1890 wurde die Handschrift in der Kathedrale von Split gefunden. Heute befindet sie sich im Archiv des dortigen Domkapitels.